# Debreceni Közlekedési Vállalat
La Debreceni Közlekedési Vállalat, nota anche con la sigla DKV, è la società che svolge il trasporto pubblico filotranviario nella città di Debrecen e nel suo circondario.

## Storia
La società, fondata nel 1883 col nome di Debrecen Local Tramway Company, iniziò il trasporto pubblico a Debrecen il 2 ottobre 1884 con tram a cavalli ed a vapore, trasformati a trazione elettrica nel 1911. Nel 1906 si aggiunsero ai servizi della compagnia le ferrovie colleganti Hajdúsámson e Nyírbátor con Debrecen.
Nel 1940 si contavano 10 linee tranviarie fino al 2 giugno 1944 quando, a causa del bombardamento, gli impianti furono gravemente danneggiati ed il tram riprese parzialmente a circolare solo nel 1947.
Nel 1970 quasi tutte le linee tranviarie tranne una furono soppresse, il materiale rotabile in gran parte demolito e nei percorsi furono impiegati inizialmente autobus, sostituiti gradualmente dai più ecologici filobus, a partire dal 1985: gli ZIU-9, di produzione sovietica, inaugurarono il servizio, recentemente soppiantati dai moderni e silenziosi Solaris-Ganz Trollino da 12 metri.

## Esercizio
L'azienda gestisce tram e filobus (Solaris-Ganz Trollino), riconoscibili per la livrea bianco-celeste con una banda gialla.

## Sede
La sede legale si trova a Debrecen.